# マキアン
座標: 北緯00度20分 東経127度22分 / 北緯0.333度 東経127.367度

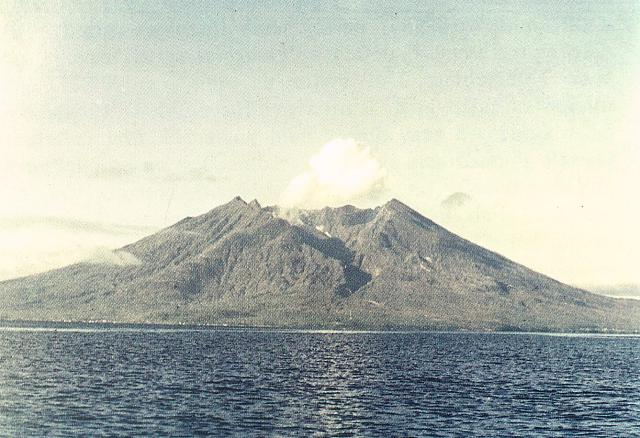
マキアン

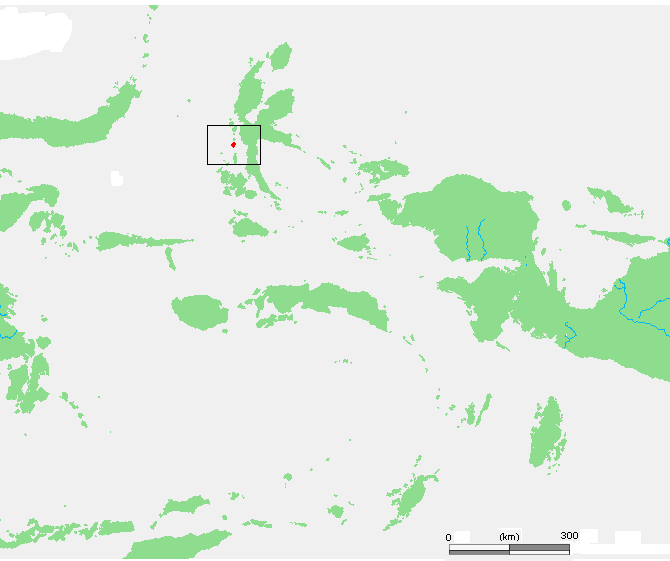
マキアンの位置

マキアン（英語: Makian）は、インドネシア・モルッカ諸島のハルマヘラ島にある火山である。1760年にVEI（火山爆発指数）4の大噴火を起こし、土石流や洪水などにより2,000名の死者を出した。この時の噴火は、1761-62の中国の異常厳冬と「中国の月の消失」を生んだという説がある。